# Campylospermum serratum
Campylospermum serratum är en tvåhjärtbladig växtart som först beskrevs av Joseph Gaertner, och fick sitt nu gällande namn av V. Bittrich och M.C.E. Amaral. Campylospermum serratum ingår i släktet Campylospermum och familjen Ochnaceae. Inga underarter finns listade i Catalogue of Life.

## Bildgalleri

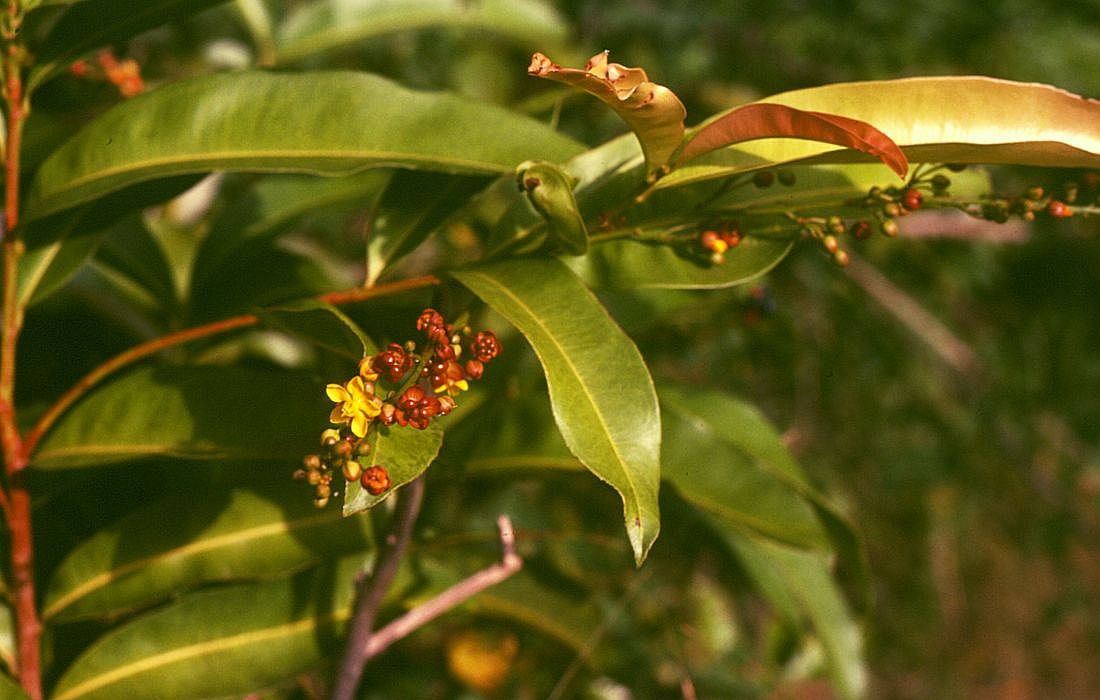
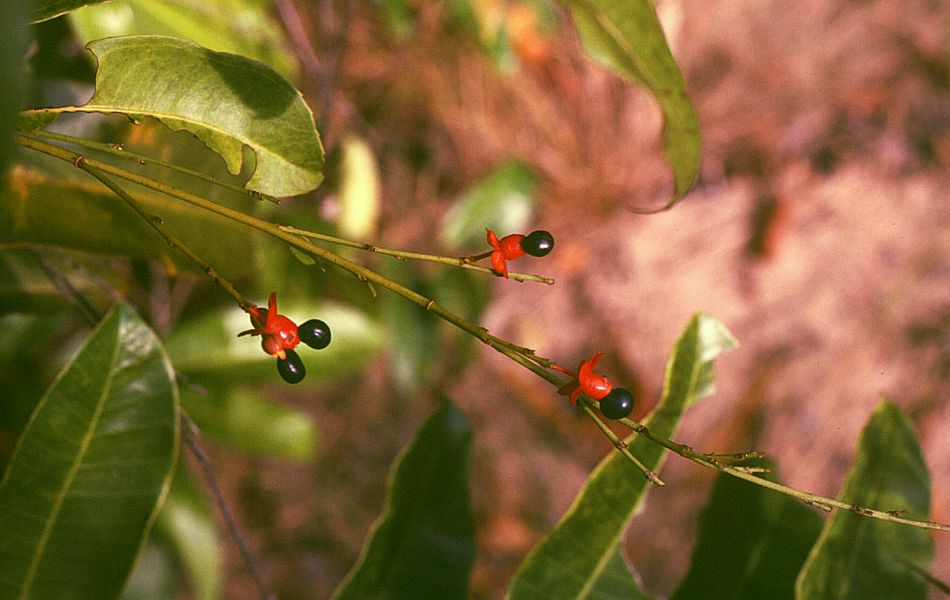